# Christophe Soumillon
Christophe Soumillon (Schaerbeek, 1981. június 4. –) belga zsoké, háromszoros francia bajnok, Hong-Kong, Dubai, Tokio bajnoka.

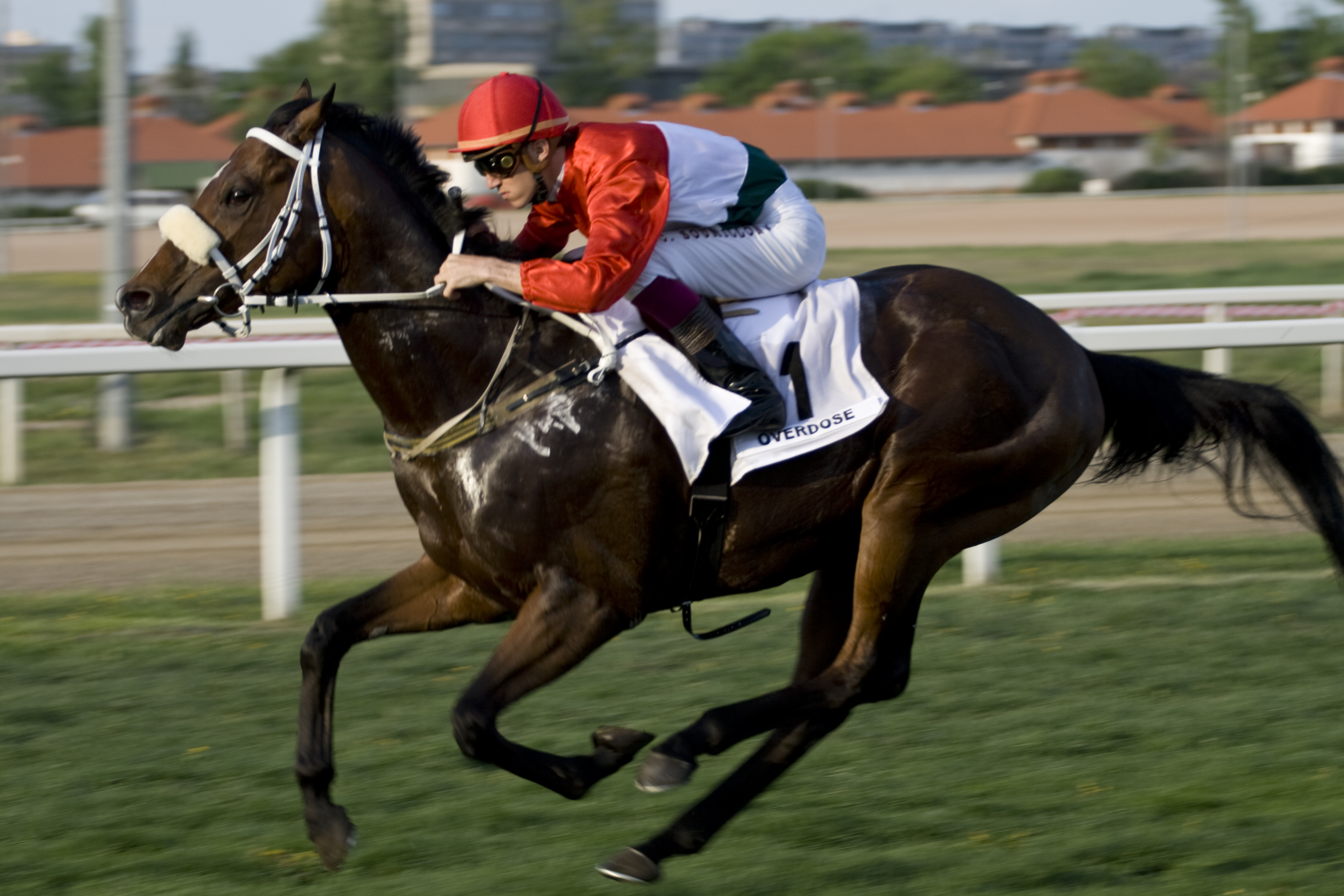
Kincsem Park, Budapest, 2009. április 19.

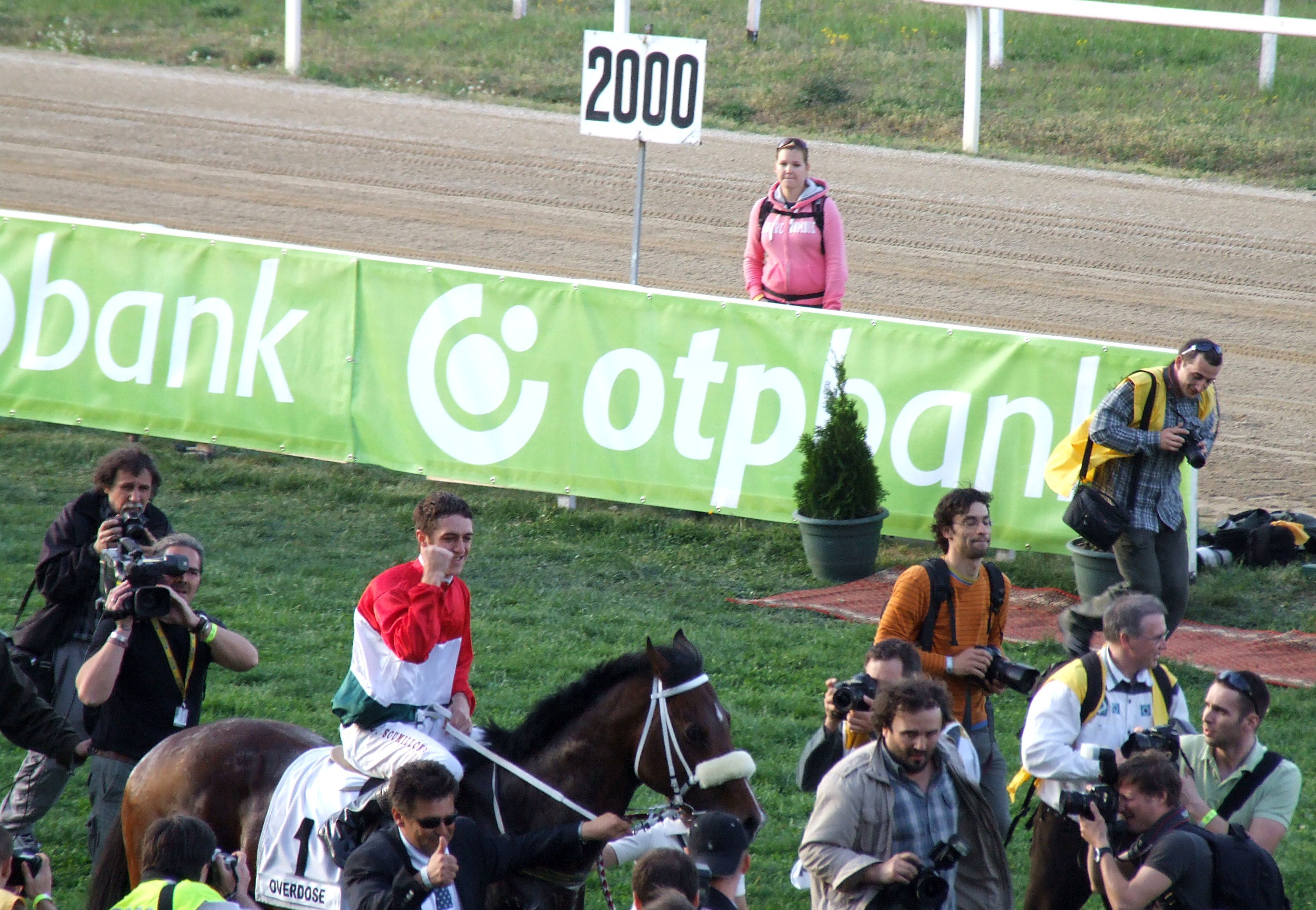
Christophe Soumillon Overdose nyergében a győzelem után. 2009. április 19.

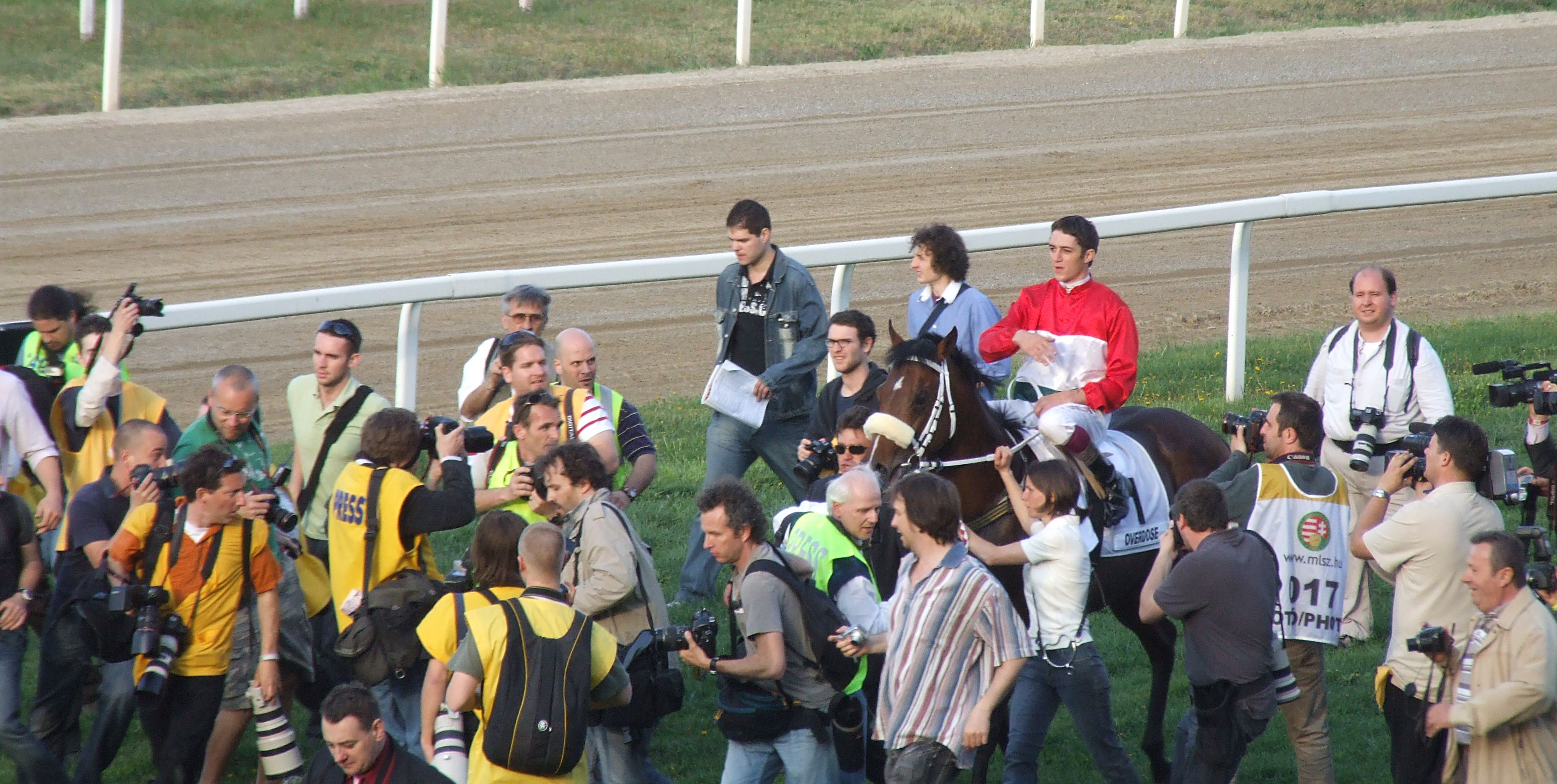
Christophe Soumillon és Dózi a fotósok gyűrűjében.

## Családja
Christophe Soumillon nős, felesége Sophie Thalmann, aki 1998-ban a Miss Franciaország győztese volt. Mind a ketten a lovaglás szerelmesei, egy versenypályán találkoztak össze 2004 őszén. 2006-ban összeházasodtak, két gyermekük született, lányuk Charlie és fiúk Micah.Párizstól északra Chantillyban élnek. Hobbija a kutyatartás, ezek többségében Jack Russell terrier fajtájú kutyák.

## Életpályája
Édesapja Jean-Marc Soumillon ugrózsoké volt, ezért a kis Christophe hamar magába szívta a lóversenyzés szeretetét. Brüsszelben tanult meg lovagolni először pónilovakon. Sokan francia származásúnak hiszik, mivel ma is a chantilly-i pálya közelében él, és a France-Galop versenyein lovagol a legtöbbet.
1996-ban költözött Chantilly városába és Cedric Boutin tanítványa lett. 16 évesen 1997. szeptember 22-én Maisons-Laffitte-ban a Bruno nevű ló nyergében szerezte meg első győzelmét és a következő évben az első francia bajnoki címét is.
Legelső nagy sikerét 2000. március 3-án Sobieski nyergében aratta és nyolc nappal később áprilisban Soumillon egy nap alatt öt versenyt is megnyert és ezzel francia rekordot állított be.
2001-ben ő lett Aga Khan istállójának első számú lovasa. Aga Khan a világ egyik legsikeresebb lótenyésztője és európai méneseiből számtalan nagyverseny győztese került és kerül ki ma is. 2002-ben Dubaiban megnyerte a Dubaï Duty Free versenyt, ezzel elindult a világversenyek felé.
Soumillon első Tenyésztő Kupa (Breeders' Cup) győzelmét 2005-ben nyerte Shirocco nyergében.
2006-ban nagy sikert aratott Nagy Britanniában a Koronázási Kupán (amelyet Erzsébet királynő és VI. György tiszteletére alapítottak), de a bohóckodása, ahogy áthaladt a célvonalon, (kinyújtotta a nyelvét György királyra és hátramutatott) megrontotta a kapcsolatát Andre Fabre francia trénerrel, aki Aga Khan idomárja és Soumillon főnöke volt. Később viszonyuk tovább romlott, ezért Fabre 2010-ben már nem őt jelölte ki az istálló első számú lovasának. Christophe Soumillon 153 győzelmet szerzett Aga Khannak és ezzel a világ legjobb lovasaként tarthatjuk számon, így különösen megtisztelő volt, hogy Overdose lovasa lett.
Aga Khan zsokéja 2009-ben az egész évadra leszerződött és ő lovagolta 2009. április 19-én a Kincsem Parkban az OTP Hungária Nagydíjban Overdose-t, ahol magabiztos és fölényes, mintegy nyolc hossznyi győzelmet aratott. A zsoké előzőleg kétszer látta versenyezni Overdose-t és maga jelentkezett, hogy szeretné meglovagolni. Eddig a versenyig Soumillon még nem versenyzett Kelet-Európában, így Magyarországon sem. 2009 augusztusában felbontotta szerződését Aga Khannal, majd 2010 márciusától Jean-Claude Rouget edzővel dolgozott tovább.
Christophe Soumillon legutolsó győzelmét a Grande Course de Haies d'Auteuil nevű versenyen szerezte, Mandali nyergében 2010. június 19-én. Ez a győzelem azért is olyan nagyszerű, mert az 5100 méteres távon szükség volt a lovas minden taktikai érzékének bedobására, hiszen ez most a korábbiaktól eltérően akadályverseny volt. Ezt a versenyt Mandali 2007-ben is megnyerte, akkor is Christophe Soumillon lovagolta.
Amikor megtudta, hogy Overdose 2010-ben hosszú kihagyás után újra starthoz áll, versenybe szeretett volna állni vele, de érvényben lévő szerződése megakadályozta ebben. A Bestens-Pannónia Életbiztosító Díjon így nem tudta lovagolni, de Németországban Baden-Badenban viszont már ő állt rajthoz 2010. augusztus 29-én a Goldene Peitsche, (Arany ostor) futamán.

## Versenyzői tulajdonságai
A lovasok közt kissé magasabb az átlagnál. Lovaglás közben az ostort a jobb kezében tartja, emiatt már volt többször összetűzése a francia bírókkal. Taktikus, kitartó versenyző, képes egy nap több versenyt is győzelemre vinni.

## Lovai
Dalakhani, Rail Link, Mandesha, Bullish Luck, Shirocco, Viva Pataca, Hurricane Run, Overdose, Linda's Lad, Khalkevi, Mirio, Vahorimix, Paco Boy, Mandali, Red Horse Desire (JPN).

## Fontosabb versenyek
Franciaország
- Criterium International, 2002, (2) Dalakhani, 2005, Carlotamix.
- Critérium de Saint-Cloud - (1) - Linda's Lad (2005)
- Grande Course de Haies d'Auteuil - (1) - Mandali (2010)
- Grand Prix de Paris - (3) - Khalkevi (2002), Rail Link (2006), Montmartre (2008)
- Grand Prix de Saint-Cloud - (1) - Mirio (2001)
- Poule d'Essai des Poulains - (2) - Vahorimix (2001), Clodovil (2003)
- Poule d'Essai des Pouliches - (3) - Musical Chimes (2003), Darjina (2007), Zarkava (2008)
- Prix de l'Arc de Triomphe - (2) - Dalakhani (2003), Zarkava (2008)
- Prix d'Astarté - (2) - Turtle Bow (2002), Mandesha (2006)
- Prix du Cadran - (2) - Reefscape (2005), Bannaby (2008)
- Prix de Diane - (2) - Latice (2004), Zarkava (2008)
- Prix de la Forêt - (1) - Paco Boy (2008)
- Prix Ganay - (1) - Dylan Thomas (2007)
- Prix d'Ispahan - (1) - Valixir (2005)
- Prix Jacques Le Marois - (1) - Whipper (2004)
- Prix du Jockey Club - (3) - Anabaa Blue (2001), Dalakhani (2003), Darsi (2006)
- Prix Lupin - (1) - Dalakhani (2003)
- Prix Marcel Boussac - (1) - Zarkava (2007)
- Prix Maurice de Gheest - (2) - Porlezza (2003), Whipper (2005)
- Prix Morny - (1) - Dutch Art (2006)
- Prix du Moulin de Longchamp - (1) - Darjina (2007)
- Prix de l'Opéra - (2) - Terre à Terre (2001), Mandesha (2006)
- Prix Saint-Alary - (1) - Vadawina (2005)
- Prix Vermeille - (4) - Pearly Shells (2002), Shawanda (2005), Mandesha (2006), Zarkava (2008)

 Egyesült Királyság
- Coronation Cup - (1) - Shirocco (2006)
- King George VI & Queen Elizabeth Stakes - (1) - Hurricane Run (2006)
- Queen Anne Stakes - (1) - Valixir (2005)
- Racing Post Trophy - (1) - American Post (2003)

 Hongkong
- Chairman's Sprint Prize - (1) - Billet Express (2006)
- Hong Kong Classic Mile - (1) - Thumbs Up (2009)
- Hong Kong Derby - (1) - Viva Pataca (2006)
- Hong Kong Gold Cup - (1) - Perfect Partner (2005)
- Hong Kong Mile - (1) - Good Ba Ba (2008)
- Queen's Silver Jubilee Cup - (1) - Joyful Winner (2006)
- Stewards' Cup - (2) - Bullish Luck (2005), Good Ba Ba (2009)

 Írország
- Irish Oaks - (1) - Shawanda (2005)
- Pretty Polly Stakes - (1) - Hanami (2003)

 Olaszország
- Gran Premio di Milano - (1) - Shamdala (2006)
- Oaks d'Italia - (1) - Dionisia (2006)

 Egyesült Arab Emírségek
- Dubai Duty Free Stakes - (1) - Terre à Terre (2002)

 Egyesült Államok
- Breeders' Cup Turf - (1) - Shirocco (2005)

 Magyarország
- Kincsem Park, OTP-Hungária Nagydíj, -(1)-1000 m, Overdose, 2009. április 19.[9] 54,6 másodperces pályarekorddal, 8 hosszal győzött.